# Phare Stella Maris (Argentine)
Le phare Stella Maris est un phare actif situé à Concepción del Uruguay, dans la Province d'Entre Ríos en Argentine. Il est géré par le Servicio de Hidrografía Naval (SHN) de la marine . C'est le seul phare fluvial du pays.

## Histoire
Le phare a été inauguré le 11 septembre 1949 et il a remplacé l'ancien phare en fonte datant de 1908. Il est situé sur le chenal d'accès au port de Concepción del Uruguay, au bout d'un brise-lames de 140 mètres de long qui se jette dans le Rio Uruguay.
La balise est située au sommet d'un mât derrière la statue de Stella Maris, la patronne des marins.

## Description
Ce phare  est une balise au sommet d'un mât métallique de 12 m de haut. La Statue est blanche et la lanterne est gris métallisé. Son feu fixe émet une lumière rouge, à une hauteur focale de 14 m. Sa portée n'est pas connue.
Identifiant : ARLHS : ARG077 -  .
|          |
| Le phare |

|              |
| Stella Maris |

### Lien connexe
- Liste des phares d'Argentine